# Jacky Eeckelaert
Jacques « Jacky » Eeckelaert, né le 11 janvier 1955 à Anvers (Belgique), est un ingénieur automobile belge qui a travaillé dans de nombreuses catégories du sport automobile.

## Carrière
Originaire d'Anvers, Jacky Eeckelaert étudie le génie mécanique à l'Université catholique de Louvain et passe quatre ans à travailler dans le département de développement moteur de Ford avant de devenir chef du département technique de la filiale européenne du fabricant de bougie d'allumage Champion.
Il suit parallèlement une modeste carrière de pilote de course en Formule Ford et Formule 3. En 1985, il quitte Champion pour devenir directeur de l'équipe Keerbergs Racing Transports qui participe aux championnats allemand et français de Formule 3. Il rejoint ensuite l'écurie DAMS engagée en Formule 3000 en 1991 puis, un an plus tard, l'équipe Danielson, qui engage une Peugeot 905 en championnat du monde des voitures de sport.
En 1994, Eeckelaert est engagé par Peugeot Sport pour superviser la campagne de Laurent Aïello en Supertourisme français. En 1995, Peugeot le charge du programme d'essai de son futur moteur de Formule 1 et il assure la liaison entre l'équipe Jordan Grand Prix et le siège de Peugeot.
Pour la saison 1998, Peugeot fournit l'équipe Prost Grand Prix où Eeckelaert devient ingénieur en chef, puis chargé de l'équipe d'essais la saison suivante. À la fin 1999, Sauber lui offre un rôle similaire et, deux ans plus tard, il retourne sur les Grands Prix comme ingénieur de course de Kimi Räikkönen. En 2002, il est nommé chef de l'équipe d'ingénierie de piste.
En 2006, il rejoint Honda Racing F1 Team comme ingénieur en chef dans le programme de recherche avancée et, l'année suivante, est promu directeur de l'ingénierie où il remplace Mark Ellis passé chez Super Aguri F1. Eeckelaert passe aussi chez Super Aguri jusqu'à la faillite de l'écurie à la mi-saison 2008. 
Après avoir passé une année en voitures de sport, il retourne en Formule 1 en 2010 avec la nouvelle équipe HRT Formula One Team et est chargé de la conception de la monoplace de 2012 après le départ de Geoff Willis. Toutefois, avant même que la monoplace ne soit finalisée, il quitte l'équipe pour celle de l'ancien directeur de HRT Colin Kolles, engagée en championnat du monde FIA d'Endurance.